# Rhyparida ceramensis
Rhyparida ceramensis es una especie de insecto coleóptero de la familia Chrysomelidae. Fue descrita científicamente en 2003 por Medvedev.